# Stephen Garton
Stephen Garton – australijski historyk, zajmujący się głównie społeczeństwem i kulturą XIX i XX wieku (zwłaszcza Australii), dziekan Sydney Faculty of Arts.
Członek Australian Academy of Humanities, Academy of the Social Sciences in Australia i Royal Australian Historical Society.

## Książki
- Medicine and Madness: Insanity in NSW 1880-1940 (1988)
- Out of Luck: Poor Australians 1788-1988 (1990)
- The Cost of War: Australians Return (1996)
- Histories of Sexuality: Antiquity to Sexual Revolution (2004)